# Reschitzaer Zeitung
Die Reschitzaer Zeitung (bis 1918 Resiczaer Zeitung) war eine deutschsprachige Wochen- und später Tageszeitung, die von 1887 bis 1918 in Reschitz (rum. Reșița, ung. Resicabánya) in der Habsburgermonarchie im Königreich Ungarn und später im Königreich Rumänien erschienen ist. Sie bot ihren Lesern politische Nachrichten aus dem In- und Ausland, Lokalmeldungen, ein Feuilleton, Kultur- und Wirtschaftsnachrichten als auch Börsenberichte. Langjähriger Chefredakteur war Moritz Vadász.